# 林肯縣 (田納西州)
林肯縣（英語：Lincoln County）是美国田纳西州南部的一個縣，南鄰亚拉巴马州，面積1,478平方公里。根據2020年美國人口普查，共有人口35,319人。縣治費耶特維爾（Fayetteville）。該縣成立於1809年，縣名紀念美國獨立戰爭將領本傑明·林肯（Benjamin Lincoln）。